# 元興寺 (妖怪)

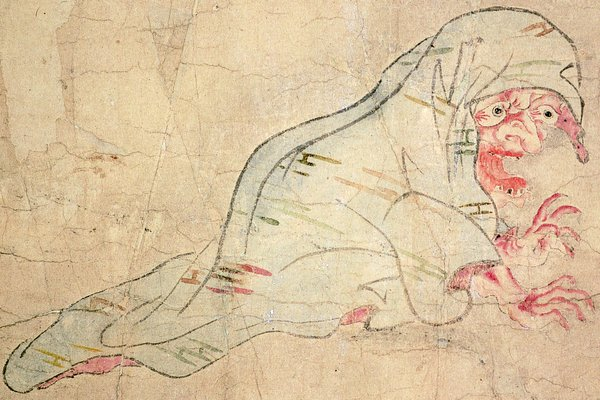
作者不詳『化物づくし』「がごぜ」

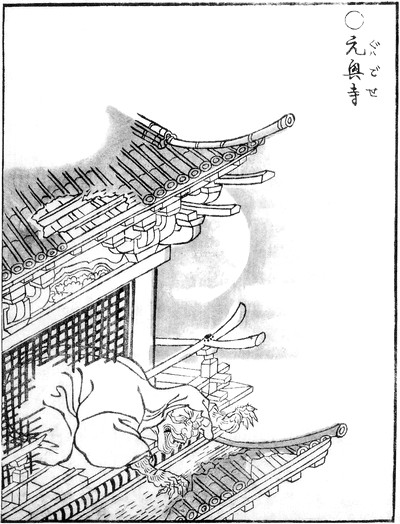
鳥山石燕『画圖百鬼夜行』「元興寺」

元興寺（がごぜ、がごじ、ぐわごぜ、がんごう、がんご）或元興寺之鬼（がんごうじのおに）是飛鳥時代出現在奈良元興寺的妖怪。平安時代的《日本靈異記》《本朝文粹》等文献可見其記載，鳥山石燕的「畫圖百鬼夜行」等古典的妖怪畫之中，描繪成僧人之姿。
被道场法师打倒。

## 生平
鐘樓的童子毎晩離奇死亡，因此，被鬼所殺的謠言四起。一位由雷神所賜，擁有怪力，來自尾張國（現・愛知縣）的童子自願捕鬼，童子躲藏在鐘樓，剝掉鬼的毛髮，擊退後跟蹤發現，正體是原本在元興寺工作的下男，死後變成的鬼。

## 脚注
1. ↑  朝倉治彦他編. . 東京堂出版. 1963: 326–327頁. ISBN 978-4-490-10033-4.
2. ↑  萌！妖怪全书传说篇妖怪资料馆 p10

## 關連項目
- 日本妖怪